# Bataille de Chef-de-Caux
Guerre de Cent Ans
Batailles
La bataille de Chef-de-Caux a lieu le 15 août 1416 pendant la guerre de Cent Ans. Cette victoire navale anglaise permet de ravitailler le port d'Harfleur, soumis à un blocus par les Français.

## Contexte
Peu après son avènement au trône en 1413, Henri V d'Angleterre souhaite se couvrir de gloire auprès de son peuple et de sa noblesse, qui ont pâti pendant le règne d'Henri IV, marqué par la guerre civile et les rébellions incessantes. Henri V entame des négociations avec le royaume de France, alors plongé dans la guerre civile entre Armagnacs et Bourguignons et que le roi Charles VI est incapable de contrôler en raison de sa démence. Au début de l'année 1415, les négociations n'ayant abouti à rien, les Anglais affirment que les Français se sont moqués de leurs demandes et ont ridiculisé Henri. Le Parlement anglais est persuadé d'accorder à Henri un double subside, une taxe deux fois plus élevée qu'à l'ordinaire, afin qu'il puisse reconquérir ce qu'il considère comme son héritage en France. Le 19 avril 1415, Henri convoque un grand conseil pour qu'il donne son feu vert à une guerre avec la France et les barons anglais acceptent. Il revendique alors le titre de roi de France à travers la lignée de son arrière-grand-père Édouard III. 
Le mardi 13 août 1415, la flotte d'Henri V, forte de 1 600 navires, accoste en vue de Chef-de-Caux près de l'estuaire de la Seine. Le débarquement a lieu le lendemain, 14 août, avec une armée de près de 30 000 hommes. Il entreprend le siège d'Harfleur avec 6 000 hommes d'armes et 24 000 archers. Les commandants français d'Harfleur lui demandent d'accorder un délai qui s'étende jusqu'au 23 septembre, date à laquelle la ville capitulerait si une armée française de secours n'arrivait pas. Après avoir demandé de l'aide à l'armée française stationnée à Vernon et avoir essuyé un refus, Harfleur capitule le 22 septembre 1415. Henri V prévoit de transformer la ville en colonie anglaise. Les habitants qui sont prêts à servir le roi d'Angleterre sont néanmoins autorisés à rester.
La dysenterie ayant frappé son armée, Henri doit provisoirement abandonner ses rêves de conquête et rembarquer pour l'Angleterre. Il laisse une garnison à Harfleur et quitte la ville le 8 octobre avec le reste de son armée en vue de regagner Calais. Il remonte par la rive gauche de la Somme, en vue de trouver un pont ou un gué mal défendu. Même s'il parvient à franchir sans problème la Somme, Henri est suivi par une armée française qui essaie de lui barrer la route de Calais. Le 24 octobre, il est intercepté par cette armée largement supérieure en nombre près du village d'Azincourt et doit livrer bataille le lendemain. Le 25 octobre, la bataille qui s'ensuit se solde par une défaite importante pour le camp français : la cavalerie lourde, rendue moins efficace par un terrain boueux et les retranchements anglais, est transpercée par les archers en majorité gallois, équipés de grands arcs à très longue portée. Henri V n'a subi que de très légères pertes et rembarque pour l'Angleterre avec un nombre important de prisonniers français.
Rentré en héros en Angleterre en novembre 1415, Henri V passe l'essentiel des mois qui suivent à réorganiser ses troupes et à négocier des alliances. Assuré de son succès à Azincourt, il projette désormais de conquérir son héritage français et non plus y mener des chevauchées inefficaces. Henri signe avec l'empereur Sigismond de Luxembourg une alliance défensive et offensive contre la France dans un traité signé à Canterbury. Sigismond était initialement enclin à agir en médiateur entre la France et l'Angleterre mais il est rapidement persuadé par le roi d'Angleterre que Bernard VII d'Armagnac, qui dirige véritablement le gouvernement de Charles VI, est favorable au grand schisme d'Occident que Sigismond essaie à tout prix de résoudre lors du concile de Constance.

## Le blocus d'Harfleur
Harfleur est au début de l'année 1416 la seule possession anglaise en Normandie. Henri V prévoit d'y débarquer pour entamer la conquête du duché. Pourtant, le connétable d'Armagnac est convaincu qu'il faut reprendre Harfleur avant que les Anglais ne tentent un second débarquement. Armagnac échoue à écraser les forces anglaises présentes en Normandie lors de la bataille de Valmont en mars 1416. Il change alors de stratégie et bloque l'accès maritime du port. Harfleur, qui a besoin d'être ravitaillé depuis l'Angleterre, lance des appels de détresse à Henri V, qui demande à la ville de tenir pendant tout l'été en attendant qu'il brise le blocus français. Le 14 août 1416, Jean de Lancastre, un des frères du roi d'Angleterre, embarque à Beachy Head avec 300 navires et 15 000 soldats sous ses ordres pour la Normandie. Poussée par des vents favorables, la flotte anglaise arrive à l'embouchure de la Seine le soir même.
Entretemps, Armagnac a été informé du risque d'une attaque anglaise et a rassemblé une maigre flottille qui bloque l'accès anglais à Harfleur. Il ne dispose que de 38 navires, dont certains qu'il a dû emprunter à ses alliés castillan et génois. Il place cette flotte sous les ordres de Guillaume II de Narbonne. La nuit du 14 au 15 août, les éléments basques de la flotte française s'esquivent car ils sont faiblement armés et conscients de leur infériorité matérielle et numérique. Cette désertion va forcer les navires génois à assurer l'essentiel du futur affrontement naval.
À l'aube du 15 août, Guillaume de Narbonne ordonne à sa flotte d'attaquer par surprise de front et en masse, afin de pallier son infériorité numérique évidente. Le combat s'engage en face de la ville française de Chef-de-Caux. La flotte anglaise, bien que surprise sur le moment, a le temps de déployer tous ses navires et d'envelopper les forces françaises. Les Français se trouvent ainsi écrasés de tous côtés. Narbonne ordonne à ses hommes de se battre avec acharnement. Les arbalétriers français abattent les soldats anglais qui tentent d'investir leurs navires. Les Français procèdent également au bombardement de leurs adversaires. La bataille se poursuit ainsi pendant sept heures et reste indécise. La flotte française est si déterminée qu'en Flandre, on a cru quelque temps que les Français avaient remporté la victoire.
Mais la flotte française est épuisée par le combat et sent lentement la défaite arriver. À bout de munitions, Guillaume II de Narbonne sonne la retraite. C'est le moment qu'attendent les Anglais pour mener l'assaut des caraques génoises qui n'ont pu s'enfuir. Les navires les moins manœuvrables sont abordés et les équipages présents sont massacrés. Les autres navires qui s'étaient laissés dériver en direction des terres sont repris en main sur ordre de Narbonne et rentrent en toute hâte à Honfleur où ils restent stationnés jusqu'à ce que la flotte anglaise ait disparu de la Manche. Les pertes françaises ont été importantes : trois caraques génoises, une hourque flamande et quatre baleinières avaient été saisies ou détruites par les Anglais et de nombreux hommes ont été tués ou capturés. Les pertes anglaises sont estimées par Jean de Lancastre à "une centaine d'hommes", ce qui semble minimisé au vu de la longueur du combat.

## Conséquences
Harfleur est ravitaillé dès le 15 août par les Anglais. Après avoir réapprovisionné la ville, les Anglais rembarquent quelques jours plus tard pour Southampton. Affaiblis par la bataille, les Français doivent négocier une trêve avec Henri V, que ce dernier accepte le 9 octobre. Les deux camps disposent de quelque temps pour se réarmer avant que le conflit ne reprenne dès le 14 février 1417. Henri V débarque alors en Normandie, dont il s'empare rapidement. Caen est prise le 19 septembre 1417. La conquête de la Normandie s'achève le 19 janvier 1419 lorsque Rouen capitule face à l'armée anglaise. 